# 담양 봉안리 수문 지석묘군
담양 봉안리 수문 지석묘군은 대한민국 전라남도 담양군 무정면 봉안리에 있다. 2004년 1월 6일 담양군의 향토문화유산 제8호로 지정되었다.

## 개요
담양 무정초등학교 앞 오례천(五禮川) 제방을 따라 동쪽으로 약 500m 떨어진 곳의 오른쪽 산기슭과 논에 분포되어 있는 8기의 고인돌이다. 2004년 1월 6일 담양군향토유형문화유산 제8호로 지정되었다.
고인돌군 북쪽으로는 고비산(高飛山, 462.9m)이 우뚝 서 있고, 남쪽으로는 오례천이 흐르며 국도 15호선이 지나간다. 논과 그 위쪽 산기슭에 6기가 모여 있고, 이곳에서 동쪽으로 약 80m 떨어진 곳에 나머지 2기가 있다. 이 중 5~6호는 매몰되어 있고, 가장 큰 상석은 동쪽에 위치한 7호로 크기는 장축 360cm, 단축 320cm, 두께 160cm이고, 장축방향은 북동-남서이며 평면형태는 타원형이다.